# Wheston
Wheston – wieś w Anglii, w hrabstwie Derbyshire, w dystrykcie Derbyshire Dales. Leży 46 km na północny zachód od miasta Derby i 228 km na północny zachód od Londynu.